# Comuna Măgura, Bacău
Măgura (în trecut, Călugăra Mare și Călugăra) este o comună în județul Bacău, Moldova, România, formată din satele Crihan, Dealu Mare, Măgura (reședința) și Sohodol.

## Așezare
Comuna se află în zona centrală a județului, la vest de municipiul Bacău, pe malurile pârâului Negel (un afluent al Bistriței. Este traversată de șoseaua națională DN11, care leagă Bacăul de Onești. La Dealu Mare, acest drum se intersectează cu șoseaua județeană DJ119B, care o leagă spre sud de Luizi-Călugăra și Sărata și spre nord de Mărgineni (unde se intersectează cu DN2G) și Hemeiuș (unde se termină în DN15).

## Demografie
Componența etnică a comunei Măgura
     Români (88,84%)
     Alte etnii (0,28%)
     Necunoscută (10,87%)
Componența confesională a comunei Măgura
     Ortodocși (79,83%)
     Romano-catolici (7,72%)
     Alte religii (0,81%)
     Necunoscută (11,63%)
Conform recensământului efectuat în 2021, populația comunei Măgura se ridică la 5.647 de locuitori, în creștere față de recensământul anterior din 2011, când fuseseră înregistrați 4.151 de locuitori. Majoritatea locuitorilor sunt români (88,84%), iar pentru 10,87% nu se cunoaște apartenența etnică. Din punct de vedere confesional, majoritatea locuitorilor sunt ortodocși (79,83%), cu o minoritate de romano-catolici (7,72%), iar pentru 11,63% nu se cunoaște apartenența confesională.

## Politică și administrație
Comuna Măgura este administrată de un primar și un consiliu local compus din 15 consilieri. Primarul, Iordache Costrăș[*], de la Partidul Național Liberal, este în funcție din 2016. Începând cu alegerile locale din 2024, consiliul local are următoarea componență pe partide politice:
|  | Partid                          | Consilieri | Componența Consiliului | Componența Consiliului | Componența Consiliului | Componența Consiliului | Componența Consiliului | Componența Consiliului | Componența Consiliului | Componența Consiliului |
|  | ------------------------------- | ---------- | ---------------------- | ---------------------- | ---------------------- | ---------------------- | ---------------------- | ---------------------- | ---------------------- | ---------------------- |
|  | Partidul Național Liberal       | 8          |                        |                        |                        |                        |                        |                        |                        |                        |
|  | Partidul Social Democrat        | 4          |                        |                        |                        |                        |                        |                        |                        |                        |
|  | Alianța pentru Unirea Românilor | 2          |                        |                        |                        |                        |                        |                        |                        |                        |
|  | Uniunea Salvați România         | 1          |                        |                        |                        |                        |                        |                        |                        |                        |

## Istorie
La sfârșitul secolului al XIX-lea, comuna purta numele de Călugăra Mare, făcea parte din plasa Bistrița de Jos a județului Bacău și era formată din satele Călugăra Mare și Sohodolul (Osebiți-Sohodol) având în total 1358 de locuitori ce trăiau în 320 de case. În comună existau o școală mixtă cu 17 elevi (dintre care o fată) și o biserică. La acea vreme, pe teritoriul actual al comunei, mai funcționa în aceeași plasă și comuna Osebiți-Mărgineni, formată din satele Osebiți-Mărgineni, Barați, Sohodol și Ghirăești, având în total 872 de locuitori. Aici exista o biserică catolică, iar principalii proprietari de terenuri erau C. Tisescu, I. Broșteanu și Episcopia catolică. Anuarul Socec din 1925 consemnează desființarea comunei Osebiți-Măgura, comuna Călugăra Mare având acum denumirea de Călugăra, în plasa Bistrița a aceluiași județ, având 1715 locuitori în satele Călugăra Mare, Crihan, Osebiți-Mărgineni, Sohodolu și Țigănimea.
În 1950, comuna a fost transferată raionului Bacău din regiunea Bacău, iar în 1964 a primit denumirea de Măgura, ca și satul ei de reședință, în timp ce satul Țigănimea a primit denumirea de Dealu Mare. În 1968, Măgura a devenit comună suburbană a municipiului Bacău, iar satul Osebiți a fost desființat și comasat cu satul Măgura. Conceptul de comună suburbană a dispărut în 1989, iar comuna a trecut în subordinea județului Bacău.

## Monumente istorice
Trei obiective din comuna Măgura sunt incluse în lista monumentelor istorice din județul Bacău ca monumente de interes local, toate fiind clasificate ca monumente de arhitectură și aflându-se în satul Măgura: biserica „Sfântul Nicolae” (1786), conacul Rosetti-Brăescu (1904, azi Fundația „Casa Copilului”) și școala Emil Brăescu (1908–1910).
Un tezaur de monede romane imperiale a fost descoperit întâmplător la Măgura-Bacău, în aprilie 1976, de un profesorul de istorie Dumitru Tătaru(1936-2015) împreună cu elevii săi din cadrul „Căutătorii de comori”, lângă râul Negel. Tezaurul cuprinde 2830 de monede, dintre care 2828 denari romani imperiali și două drahme, bătute una în vremea lui Traianus și una în vremea lui Hadrianus.  Este cel mai mare tezaur de denari romani imperiali din spațiul est-carpatic, recuperat și valorificat științific până acum. A fost proprietatea unei căpetenii, probabil al unui rege dac al unei formațiuni statale din regiunea de la confluența Bistriței cu Siretul